# Св. св. Константин и Елена (Охрид)
Вижте пояснителната страница за други значения на свети свети Константин и Елена.
„Св. св. Константин и Елена“ (на македонска литературна норма: „Св. св. Константин и Елена“) е православна църква в град Охрид, Северна Македония.

## Местоположение
Църквата е разположена в рамките на Стария град, в непосредствена близост до „Света Богородица Перивлепта“ на по-ниския охридски рид Дебой.

## История
Няма точни данни за изграждането на църквата. Според надписа на южния вход в наоса отвътре, църквата е построена и изписана с ктиторството на йеромонах Партений. Под този двуредов надпис в три колони има текст за всички имоти, които Партений е завещал на църквата. Изброени са богослужебни книги, църковни предмети, лозя, градини и ниви в Охридско. На края на двата надписа няма година, което води до различни датировки на църквата. Въз основа на анализ на иконографията на живописта, на текста под ктиторския надпис, както и на архитектурата храмът се датира в края на XIV век.

## Архитектура
Църквата е еднокорабна с полуцилиндричен свод пресечен от напречен кораб трансепт и тристранна апсида на изток. Като архитектура църквата отстъпва от другите еднокорабни църкви от периода. На южната страна по-късно е изграден малък засводен с полуцилиндричен свод параклис, посветен на „Света Параскева“, който също има тристранна апсида на изток. В продължение на параклиса на южната и западната страна е дозидан трем с дървен покрив на много води, който вероятно първоначално е бил отворен, а по-късно е зазидан.
Подобни като архитектура – с напречен кораб – са църквите „Света Богородица Болничка“ и „Свети Георги“ в село Годиве.
Градежът на наоса и южния параклис е от ломен камък, бигор и тухла с варов хоросан. Тремът е от ломен камък с варов хоросан и ясно видими дървени поясни греди. В трансепта от юг и север има декоративни ниши с монофори. Монофори, обвити с венец от бигор и тухли, има и на апсидите на наоса и параклиса. Входовете на наоса са от юг и запад, в параклиса се влиза от западната страна, а в трема от южната. Главните декорации на фасадите са нишите от южната и северната страна на трансепта и двуредовите зъбчести венци от специални тухли под покрива на наоса, параклиса и трансепта. На западната страна на наоса има венец от бигорни елементи, направен вероятно след унищожаване на тухления. Покривното покритие е турски керемиди. Подът на параклиса е от каменни плочи, а в наоса от керамични. Декоративни са двете оригинални дървени врати на параклиса и на наоса. По-голямата врата на главната църква е украсена с 10 обрамчени квадратни полета, в които има различни резбовани мотиви. Вратата на южния параклис е със скромна декорация и има кръст в средата. Църквата е осветена отгоре и във вътрешността изглежда по-широка.

## Живопис
За разлика от архитектурата, живописта на храма като иконография и богословска мисъл е над другите запазени примери от втората половина на XIV век. Изписана е цялата вътрешност на храма. Изписването на наоса и южния параклис е от едно и също време. Тогава е била изписана и южната фасадна стена на наоса и западната на южния параклис, но живописта се е повредила под влиянието на влагата и само няколко десетилетия по-късно е изписана наново.
Живописта от последните десетилетия на XIV век в Охрид се отдалечава от класическия дух, който доминира тази от средата на века. Църквата и параклиса са изписани от двама зографи. Единият обича нежните тонове и в облеклото на фигурите му има нежни преходи от светлина към сянка. Вторият художник, на когото са повечето от композициите използва барокови елементи и светло-тъмните контрасти. Отличава се ярки и експресивни лица. Фигурите са в светло-тъмен колорит, като преобладават топлите тонове и отсъства деликатност при преходите. В сводовете композициите са по-развлечени, а в средната зона са вертикални. В малкия и тесен параклис на юг композициите са съкратени, но са дело на същата група художници.

### Наос
В първата зона на южната стена до иконостаса са изображенията на патроните цар Константин и царица Елена. До тях са архиереите Николай и Климент Охридски в цял ръст. На западната страна на южната стена е ктиторската композиция. Йеромонах Партений е изобразен заедно със семейството си, а в горния ляв ъгъл на небето е допоясна фигура на Христос, благославящ ктитора. Партений държи модел на църквата в дясната си ръка, а лявата е молитвено протегната към Христос. Зад него е майка му презвитера Мария, която с лява ръка сочи модела на храма. Под модела е синът на ктитора Михаил. Сигнатурите са на гръцки, а в горната част на композицията има надпис помен за бащата на ктитора свещеник Йоан. На западната стена от южната страна са фигурите на Свети Антоний и Свети Евтимий, а на северната страна Свети Онуфрий и Сава Освещени. Над самата западна врата в медальони са изрисувани допоясните изображения на трите еврейски младенци Ананий, Азарий и Мисаил.
В първата зона на северната стена живописта е унищожена от влага.
В конхата на апсидата е изобразен Христос Агнец, на когото се покланят от север Василий Велики и Григорий Богослов, а от юг Йоан Златоуст и Атанасий Александрийски. В нишата на проскомидията е изобразен архидякон Стефан, а во диаконикона Роман Мелод. В конхата в цял ръст е Пресвета Богородица между архангели в царски далматики. От север на конхата е Архангел Гавриил, а от юг Благородица от Благовещението. Над апсидата е Исус Христос на риза, а най-горе е изобразено Възнесение Господне.
Във втората зона на южната и северната стена с квадратни полета са изобразени светци до пояс. На южната в олтара са Елевтерий, неизвестен архиерей и епископ Антим. В наоса продължават на запад Козма, Дамян, Пантелеймон и Кирик, а над ктиторската композиция са Юлита, Варвара и Марина. На северната стена са запазени в медальоните старозаветните Давид, Соломон и Йона, които държат свитъци с текстове за Христовата смърт и Възкресение, каквито са и сцените над тях. В олтара на северната стена е Поликарп Смирненски.
Над медальоните, в третата зона на северната и южната стена са Христовите страдания. На южната в олтара е Тайната вечера, следвана на запад от Миенето на нозете, Молитвата во Гетсимания, Предателството на Юда, Отричането на Петър и Христос пред Ана, Каяфа и Пилат. На северната стена са композициите Изсмиване на Христос, Пътят към Голгота, Качване на кръста, Сваляне от кръста, Оплакване и Полагане в гроба.
В четвъртата зона е цикълът на Великите празници. В олтара на южната стена е Рождество Христово и на запад следват Сретение, Кръщение и Възкресение Лазарево, а на северната стена са Влизане в Йерусалим, Разпятие, Мироносците на Христовия гроб и Слизане в Ада. На западната стена над правите фигури в южния край е изобразено Слизане на Светия Дух и Успение Богородично, а над тях е Преображение Господне.
В темето на трансепта в средата е Старецът на дните, обкръжен от три концентрични кръга и символите на четиримата евангелисти. В северната част е Христос Вседържител с евангелие в лявата ръка и благославящ с дясната. На юг е Хетимасията (Приготвеният престол) с ангел отляво и дясно, символизираща Божествената власт. Трите изображения символизират Светата Троица. В по-ниските части на трансепта е Великият вход. Това композиционно решение е типично за живописта от първата половина на XIV век. На източната страна на трансепта в средата е Честната трапеза, покрита с киворий, над който има затворено евангелие, а отляво и дясно има двама архангели.

### Параклис
Стенописната програма в южния параклис като цяло повтаря тази в наоса, но е силно стеснена и целите фигури са несъразмерни. В северната част на олтарната апсида е Света Богородица, а в долната Христос Агнец, на който се покланят Василий Велики и Йоан Златоуст. На северната стена са изобразени Петър Александрийски и Григорий Богослов, на източната, вдясно от апсидата Атанасий Александрийски и на южната Кирил. В нишата на проскомидията е архидякон Стефан. На южната стена са Варвара, Неделя и Марина, на западната – Анастасия Узорешителница и Сусана, а на северната Катерина, Димитър и Георги. На севернта страна от входа са Зосим с Мария Египетска. Над олтарната апсида е Благовещението, а на южната половина от свода – Влизане в Йерусалим, Разпятие, Мироносците на Христовия гроб и Слизане в Ада. На западната стена над правите фигури са Преображение Господне и Успение Богородично. На източната част на свода е Възнесение Господне.

### Трем
От оригиналните стенописи от XIV век на южната фасада на наоса и западната страна на параклиса са частично запазени само образите на Константин и Елена в люнетата над южния вход и източно от нея изображение до пояс на Симеон Стълпник. В XV век фреските на запад от вратата са обновени. Те представят рядка програма от живота на покровителите на храма в три зони. В най-високата зона е силно повредена сцена на царска фигура протегнала ръце към друга. Под нея е Първият никейски събор с изображение на архиерей и вляво и вдясно Константин и Елена. Във втората зона е Константин с войска, отиващ на война, срещу когото препуска конник, от който са запазени само копитата на коня му. Тези сцени са много редки и за пръв път се появяват в тази църква. В първата зона на южната фасадна стена има изображение на архимандрит Накандър и охридско благородническо семейство.
На западната фасадна стена е най-интересната част от старата живопис. В дванадесет композиции, в три зони е изписано житието на Петка Римлянка, което свидетелства, че тя е патрон на южния параклис. В горната част е раждането на Света Петка, под него е Света Петка пред император Антоний, Мъченето с волови жили, Мъченето с нажежено желязо, Мъченето с плочи и петата сцена е Петка ослепява императора. В първата композиция от третата зона Петка връща зрението на императора, следват Петка говори с цар Асклепий, Молитва преди погубването, Пиене на разтопено олово, Петка пред дракона и Отсичане на главата. Това са най-старите запазени подобни сцени на Балканите.
На южната фасада на главната църква, източно от входа е Света Марина, която с чук удря дявола. На западната фасадна стена, северно от входа на параклиса, е Архангел Михаил, който държи свитък с надпис: „На ония, които с нечисто сърце влизат в този чист божествен храм, немилосърдно им го изваждам този меч пламенен.“ На север от вратата на параклиса е Мария Египетска, която взима причастие от Свети Зосим.

## Иконостас
Дървеният иконостас в храма е оригинален – от времето на строежа. Обработката му е проста и на практика имитира мраморен иконостас. Четвъртите стълбове са свързани с архитравна греда и го разделят на четири полета с различна ширина. Иконостасната врата е по-късна. Царските двери с изображение на Благовещението са на две ниски стълбчета и са оригинални, от периода на създаване на иконсаса. Днес са в Галерията за икони пред „Света Богородица Перивлепта“. Долната част на иконостаса са дървени парапетни плочи, украсени с растителни мотиви в квадратни и ромбоидни полета.